# Workuta (rzeka)
Workuta (rzeka) (ru:Воркута) – rzeka na północy europejskiej części Rosji. Prawy dopływ Usy w dorzeczu Peczory. Długość rzeki - 182 km. Powierzchnia dorzecza - 4550 km². Źródła w górach Północnego Uralu. Nad rzeką znajduje się miasto Workuta.